# Wolfgang David (Prähistoriker)
Wolfgang David (* 1961 in Kassel) ist ein deutscher Prähistorischer Archäologe und Direktor des Archäologischen Museums Frankfurt am Main.

## Werdegang
Nach dem Abitur am Friedrichsgymnasium Kassel und einem fünfzehnmonatigen Grundwehrdienst bei der Heeresflugabwehrtruppe in Rendsburg und Kassel studierte David Vor- und Frühgeschichte, Provinzialrömische Archäologie und Alte Geschichte an den Universitäten München, Bonn und Saarbrücken. An der Universität München machte er 1987 das Magisterexamen und wurde ebendort 1993 mit einer Dissertation über karpatenländische Bronzen der ausgehenden älteren und beginnenden mittleren Bronzezeit bei Georg Kossack promoviert. Von 1991 bis 2004 arbeitete er als wissenschaftlicher Mitarbeiter und Assistent am Institut für Vor- und Frühgeschichtliche Archäologie und Provinzialrömische Archäologe der Universität München.
David war von 2005 bis 2017 Leiter des 2006 neueröffneten Kelten-Römer-Museums in Manching, einem Zweigmuseum der Archäologischen Staatssammlung München. Ferner war David Lehrbeauftragter für Vor- und Frühgeschichte an der Universität München und am Institut für Ur- und Frühgeschichte der Universität Erlangen. 
Am 1. Januar 2018 trat Wolfgang David die Nachfolge von Egon Wamers als leitender Direktor des Archäologischen Museums Frankfurt am Main an.  Seit Oktober 2019 ist er zudem Lehrbeauftragter für Vor- und Frühgeschichtliche Archäologie am Institut für Archäologische Wissenschaften der Goethe-Universität Frankfurt am Main.
In seiner wissenschaftlichen Arbeit widmet sich David neben der Bronzezeit der Archäologie und Geschichte der Kelten. Ein weiteres Forschungsfeld umfasst die Archäologie des 20. Jahrhunderts, insbesondere Ausgrabungen im ehemaligen KZ Dachau.
2012 Verleihung eines „Ehrendiploms für die Verdienste um die Förderung der Kultur und Geschichte Rumäniens in Europa“ durch den Bezirk Satu Mare/Rumänien.
2014 wurde David zum Korrespondierenden Mitglied des Deutschen Archäologischen Institutes und des Istituto Italiano di Preistoria e Protostoria gewählt. Er ist Mitglied der Frankfurter Historischen Kommission.
2024 erhielt er den vom italienischen Staatspräsidenten Sergio Mattarella verliehenen Verdienstorden Ritter des Sterns von Italien.

## Publikationen (Auswahl)
- Studien zu Ornamentik und Datierung der bronzezeitlichen Depotfundgruppe Hajdúsámson-Apa-Ighiel-Zajta (= Bibliotheca Musei Apulensis 18). Altip, Alba Iulia 2002 (Dissertation).
- Ursprung der keltischen Archäologie: Die Brücke von La Tène – ein Schauplatz grausamer Menschenopfer? Begleitheft zur Ausstellung im kelten römer museum manching 6.2–7.11.2010. Schriften des kelten römer museums 3, Manching 2010.
- (Hrsg.) Schülerschätze – Kostbarkeiten der Klasse 3c aus Oberstimm (Begleitheft zur Ausstellung Kelten-Römer-Museum Manching 21.3.–5.5.2013). Schriften des kelten römer Museums 7, Manching 2013.
- Die Zeichen auf der Scheibe von Nebra und das altbronzezeitliche Symbolgut des Mitteldonau-Karpatenraumes. In: Harald Meller, François Bertemes (Hrsg.): „Der Griff nach den Sternen“. Internationales Symposium in Halle (Saale) 16.–21. Februar 2005. Tagungen des Landesmuseums für Vorgeschichte Halle 5 (Halle 2010), S. 439–486.
- Aenigma – Der rätselhafte Code der Bronzezeit. „Brotlaibidole“ als Medium europäischer Kommunikation vor über 3500 Jahren. In: Mitteilungen der Freunde der Bayerischen Vorgeschichte 130, 2011, S. 2–15.
- Boier zwischen Norditalien und dem Donauraum. In: M. Karwowski, V. Salač, S. Sievers (Hrsg.): Boier zwischen Realität und Fiktion. Český Krumlov/Krumau (14.–16.11.2013). Kolloquien zur Vor- und Frühgeschichte 21 (Bonn 2015), S. 323–354.
- Das goldene Antlitz des unbekannten Makedonenkönigs. Makedonen und Kelten am Ohrid-See – ein Zusammenprall der Kulturen? Katalog zur Ausstellung im kelten römer museum manching 24.7.–16.11.2014 (= Schriften des kelten römer museums manching 8). Manching 2017.
- (Hrsg.), Roms unbekannte Grenze. Kelten, Daker, Sarmaten und Vandalen im Norden des Karpatenbeckens. 4. Jh. v. Chr. bis 4. Jh. n. Chr. Begleitbuch zur Ausstellung im kelten römer museum manching, 7.7.-17.2.2013. Schriften des kelten römer museums 6 (Manching 2018)
- Der römische Mithraskult. Ein Männerbund – gekennzeichnet durch Solidarität und Loyalität. Bayerische Archäologie 2023 (1), 14–23.
- Archäologische Spurensuche im nationalsozialistischen Konzentrationslager Dachau und auf dem ehemaligen SS-Schießplatz Hebertshausen. In: Ondřej Chvojka, Miloslav Chytráček, Heinz Gruber, Ludwig Husty, Jan John, Wolfgang Klimesch, Ruth Sandner, Karl Schmotz (Hrsg.), Archäologische Arbeitsgemeinschaft Ostbayern/West- und Südböhmen/Oberösterreich — Archeologická pracovní skupina východní Bavorsko/západní a jižní Čechy/Horní Rakousko 30. Treffen/setkání, 22. bis 24. Juni 2022, in Flossenbürg. Fines Transire 30, 2022 (Rahden/Westf. 2023) 269–291.
- Archäologie im KZ Dachau. Die Anfänge archäologischer Forschungen im nationalsozialistischen Konzentrationslager Dachau um die Jahrtausendwende. Bayerische Archäologie 2024 (2), 12–21.